# Partito Socialdemocratico d'Ungheria
Il Partito Socialdemocratico d'Ungheria (in ungherese Magyarországi Szociáldemokrata Párt - MSZDP) è un partito politico ungherese di orientamento socialdemocratico.

## Storia

Logo del partito nel 1945.

Il partito fu fondato il 7 dicembre 1890 sotto la guida di Pál Gábor Engelmann, sulla base del dissolto Partito Operaio Universale d'Ungheria (Magyarországi Általános Munkáspárt - MÁMP), nato nel 1880.
Nel 1919, dopo l'instaurazione della Repubblica Sovietica Ungherese, dette vita ad un governo col Partito Comunista Ungherese, riuscendo ad esprimere un proprio esponente, Gyula Peidl, alla carica di primo ministro.
In seguito al ripristino del Regno d'Ungheria assunse una linea politica riformista e, in occasione delle elezioni parlamentari del 1922, si attestò come la seconda forza politica del Paese, dietro il Partito dell'Unità. Tornò al governo nel 1944, durante il periodo della Repubblica Ungherese.
Nel 1948 si fuse col Partito Comunista Ungherese: nacque così il Partito Ungherese dei Lavoratori che, dopo la proclamazione della Repubblica Popolare d'Ungheria, divenne l'unica forza politica ammessa. Nel corso della rivoluzione del 1956 si riorganizzò come soggetto autonomo, ma fu ben presto costretto allo scioglimento.
Si ricostituì ancora nel 1989, dopo la reintroduzione del multipartitismo, ma dovette affrontare alcune defezioni: la componente contraria ad una collaborazione col Partito Socialista Ungherese (MSZP) dette vita al "Partito Socialdemocratico" (Szociáldemokrata Párt - SZDP), che rivendicava la continuità con la formazione nata nel 1890 e che, per questo, fu informalmente designato come "storico" (történelmi); altri esponenti costituirono il "Partito Socialdemocratico Indipendente" (Független Szociáldemokrata Párt - FSZDP).
Dopo la designazione di Anna Petrasovits alla segreteria, il partito concorse alle elezioni parlamentari del 1990, ottenendo il 3,55% dei voti senza conseguire alcun seggio; vide poi l'adesione di Zoltán Király, eletto all'Assemblea nazionale nelle liste del Forum Democratico Ungherese.
Rimasto fuori dal parlamento nelle tornate elettorali successive, in vista delle parlamentari del 2002 siglò un accordo con l'MSZP: fu eletto László Kapolyi, segretario del partito dal 1994.
Ha fatto parte dell'Internazionale Socialista e del Partito del Socialismo Europeo.

## Risultati
| Elezione          | Voti       | %          | Seggi      |
| ----------------- | ---------- | ---------- | ---------- |
| Parlamentari 1920 | boicottate | boicottate | boicottate |
| Parlamentari 1922 | 277.481    | 17,0       | 25 / 245   |
| Parlamentari 1926 | 126.824    | 11,11      | 14 / 245   |
| Parlamentari 1931 | 165.794    | 11,0       | 14 / 245   |
| Parlamentari 1935 | 132.052    | 6,7        | 11 / 245   |
| Parlamentari 1939 | 126.637    | 3,4        | 5 / 260    |
| Parlamentari 1944 |            |            | 125 / 498  |
| Parlamentari 1945 | 823.250    | 17,4       | 69 / 409   |
| Parlamentari 1947 | 742.171    | 14,9       | 67 / 411   |
|                   |            |            |            |
| Parlamentari 1990 | 174.434    | 3,55       | 0 / 386    |
| Parlamentari 1994 | 51.095     | 0,95       | 0 / 386    |
| Parlamentari 1998 | 3.504      | 0,08       | 0 / 386    |
| Parlamentari 2002 | nel MSZP   | nel MSZP   | 1 / 386    |
| Parlamentari 2006 | N.D.       | N.D.       | N.D.       |
| Parlamentari 2010 | 4.117      | 0,08       | 0 / 386    |